# Claude Lafortune
Pour les articles homonymes, voir Lafortune.
Claude Lafortune est un animateur de télévision québécois (né le 5 juillet 1936 à Montréal et mort le 19 avril 2020 à Longueuil) qui s'est fait connaître par les émissions L'Évangile en papier et Parcelles de Soleil.

## Biographie
En 1961, Lafortune reçoit son diplôme de l'École des beaux-arts de Montréal.
Par la suite, il enseigne les arts plastiques et commence sa carrière à la Société Radio-Canada comme décorateur pour les émissions La Boîte à Surprise, La Ribouldingue et La Souris verte.
En 1972, pour le film IXE-13 de Jacques Godbout, il fabrique tous les décors de carton. Il est crédité comme directeur artistique[citation nécessaire].
Ce n'est qu'en 1974 qu'il devient animateur pour l'émission Du soleil à cinq cents en compagnie de Rina Cyr et Serge Thériault, jusqu'à 1976. Le but du programme et d'inciter les jeunes vers le bricolage avec des objets recyclés.
De 1975 à 1976, il anime L'Évangile en papier. Elle présente des passages de l'évangile aux enfants à partir de personnages et de décors en papier fabriqués par Lafortune au fur et à mesure que l'émission progressait. L'émission est un succès auprès de la jeunesse et sera exporté en Europe et en Afrique. Aussi elle reste en ondes jusqu'au milieu des années 80.
Avec l'aide de sa complice Henriette Major, Claude Lafortune multiplie les émissions, les livres et les décors de théâtre. Ses sculptures de papier demeurent l'attrait principal de toutes ses réalisations.
Il continue avec deux autres émissions religieuses La Bible en papier en 1976 et L'Église en papier en 1977 qui lui vaudront à nouveau un rayonnement international.
Après la thématique du christianisme, il enchaînera avec L'Histoire en papier en 1979 qui dure treize épisodes. Chaque émission présente la carrière d'un personnage historique.
De 1981 à 1982, Lafortune anime Ma sœur la terre, via ses créations en papier il explique les sciences de la nature à deux marionnettes Claude et François.
En 1982 à 1983, il continue avec les marionnettes Claude et François avec Si tous les gens du monde. Dans le cadre de cette émission, ils rencontrent des enfants de divers pays.
De 1988 à 2000, il anime Parcelles de Soleil, une émission où il reçoit des enfants malades, handicapés, en deuil, ou qui ont tenté le suicide. Les invités racontent les épreuves auxquelles ils font face. À la suite de cette émission, Lafortune se retire des écrans.
En 2011, fort d'une carrière remplie de coups de maître et de réalisations phénoménales, Claude Lafortune a maintenant une exposition, Colle, papier, ciseaux, consacrée à l'ensemble de sa carrière au Musée des cultures du monde de Nicolet. Vingt-cinq nouveaux personnages ont été conçus pour cette exposition. L'exposition a été présentée jusqu'au 18 mars 2012 et maintenant elle voyage à Nicolet, Longueuil, Montréal, Terrebonne, Valleyfield, Lachine, Chicoutimi, Bonaventure, La Malbaie et au Nouveau-Brunswick,.

## Rétrospective de sa carrière
Tanya Lapointe réalise un long-métrage documentaire avec l'artiste intitulé: Lafortune en papier.

## Personnel

### Famille
Lafortune a un fils nommé François, et un petit-fils Guillaume.

### Mort
Claude Lafortune est décédé le 19 avril 2020 des suites de la Covid-19. Il avait 83 ans.

## Reconnaissance
- Prix du meilleur décor au Festival d'Art Dramatique de Montréal, Ballade pour un révolutionnaire, 1965[11]
- Prix Alvine-Bélisle, l'Album de l'Évangile en papier, 1977-1978
- Prix de littérature de jeunesse du Conseil des arts du Canada, pour l'album l'Évangile en papier, 1977
- Prix Anik de la Société Radio-Canada: prix spécial de créativité pour les marionnettes du Carnaval des animaux de Camille Saint-Saëns, 1978
- Prix The International Association of Printng House Craftsmen, pour l'album Les premiers pas de l'Église, 1982
- Prix de l'Association Nationale des téléspectateurs, pour la série télévisée L'Évangile en papier, 1982
- Prix de reconnaissance de l'Office des communications sociales pour l'ensemble de l'œuvre d'une personne à la télévision religieuse, 1988
- Prix d'excellence de l'Alliance pour l'enfant et la télévision, pour l'émission Parcelles de Soleil, 1992
- Prix Gémeaux de l'Académie canadienne du cinéma et de la télévision pour le meilleur animateur émission jeunesse, Parcelles de Soleil, 1994
- Prix spécial de l'Alliance pour l'enfant et la télévision pour le couronnement d'une carrière, 1995
- Prix Paul-Blouin de Radio-Canada, Dernière émission de Parcelles de Soleil, 9 juin 2000
- Remerciement de Radio-Canada à Claude Lafortune pour son excellent travail à l'émission Parcelles de Soleil, 2000
- Trophée le Masque, La très belle histoire de Noël au Musée Juste pour rire, 2002
- Prix Coup de cœur du public Théâtre-Enfance-Jeunesse de Trois-Rivières, La très belle histoire de Noël, 2007
- Prix Citoyen d'exception de la ville de Longueuil, 2016 https://www.culturemonteregie.qc.ca/la-ville-de-longueuil-honore-des-citoyens-dexception/
- Docteur honoris causa de l'UQAM, Université de Québec à Montréal décernée dans le cadre du Colloque sur les cinquante ans du Rapport Rioux sur l'enseignement des arts au Québec, organisé par l'université[12],[13].
- Médaille d’or du Lieutenant-Gouverneur du Québec pour son engagement et l’ensemble de sa carrière, avril 2018.

## Émissions télévisées
- La Ribouldingue (diffusion 1968-1971) [14]
- Sol et gobelet (1968-1971) [14]
- Du soleil à cinq cents (1973-1976)[15]
- L'Évangile en papier (1975-1976)[16]
- La Bible en papier (1976-1977)
- Es-tu d'accord? (1976-1977)[17]
- L'Église en papier (1977-1978)
- Québékio (début des années 1980)
- La souris verte
- Nicole et Pierre (1986-1988)
- Parcelles de soleil (1988-2000)

## Cinéma
- IXE-13, de Jacques Godbout à l'ONF (Directeur artistique et décorateur).

## Théâtre (décorateur)
- Naïves Hirondelles (Théâtre L'Égrégore, 1965)
- Ballade pour un Révolutionnaire (Théâtre du Gésu, 1965)
- La grosse tête (spectacle de Clémence DesRochers au Patriote de Montréal, 1969)
- Récital de Jean-Pierre Ferland (place des Arts de Montréal, 1969)

## Scène
- La très belle histoire de Noël, conteur, texte et fabrication des personnages, idée originale de Pierre Régimbald et Claude Lafortune, Production du Musée Juste pour rire en 2000, 2001, 2002, 2003, 2006
- Don Quichotte, idée originale, texte et conteur, 2009[18]

## Événements
- Fête Nationale du Québec 1981 (concepteur du défilé, du spectacle de Diane Dufresne et du personnage de papier à l'effigie de Saint-Jean-Baptiste de 3 mètres de hauteur pour la messe de la Saint-Jean à l'Oratoire Saint-Joseph)

## Livres
Claude Lafortune a participé à la création de plus de 24 albums et livres dont L'Évangile en Papier, François D'Assise et La surprise de Dame Chenille, etc.

## Musées et collections publiques
- Corporation archiépiscopale Catholique Romaine de Sherbrooke
- Maison Saint-Gabriel
- Musée des cultures du monde
- Musée Pop
- Pointe-à-Callière, musée d'archéologie et d'histoire de Montréal.
- Sœurs grises de Montréal

- Le centre d’interprétation historique de ste-foy jusqu’au 13 decembre 2020